# Рахит
Рахи́т (от греч. ῥάχις — позвоночник) — заболевание детей грудного и раннего возраста с расстройством костеобразования и недостаточностью минерализации костей, ведущим патогенетическим звеном которого является дефицит витамина D и его активных метаболитов в период наиболее интенсивного роста организма. Наиболее ранние характерные изменения выявляются при рентгенографии в концевых участках длинных костей. Доказана также деминерализация диафиза. Если реконвалесценция не наступает, появляются клинические симптомы. Недостаточную минерализацию зрелой кости называют остеомаляцией.

## Историческая справка
Рахит впервые был описан в 1645 г. Уистлером (Англия), а детально — английским ортопедом Глисоном в 1650 г., хотя упоминание этого заболевания встречается ещё в трудах Галена (131—211 гг. н. э.). В 1918 г. Меланби в опыте на собаках доказал, что тресковый жир действует как антирахитическое средство благодаря содержанию в нём особого витамина. Некоторое время полагали, что антирахитическая активность трескового жира зависит от витамина А, уже известного в то время. Мак-Коллум, пропуская струю кислорода через тресковый жир и им активируя витамин А, обнаружил, что антирахитическое действие жира и после этого сохраняется. При дальнейших поисках был найден в неомыляемой части трескового жира другой витамин, обладающий сильным антирахитическим действием, — витамин D. Таким образом, было окончательно установлено, что пищевые вещества обладают свойством предупреждать и излечивать рахит главным образом в зависимости от большего или меньшего содержания в них витамина D. В 1919 г. К. Гальчинский (нем. Kurt Huldschinsky) открыл эффективное действие ртутно-кварцевой лампы (искусственное «горное солнце») при лечении больных рахитом детей. С этого периода основным этиологическим фактором рахита считается недостаточное облучение детей солнечным светом ультрафиолетового диапазона.

## Классификация
Классический витамин D-дефицитный рахит подразделяют по клиническим вариантам, по характеру течения, степени тяжести и периодам заболевания.
1. Клинические варианты рахита характеризуются изменениями концентрации кальция и фосфора в сыворотке крови. Выделяют варианты:
- кальцийпенический;
- фосфопенический;
- без выраженных изменений уровня кальция и фосфора.

2. По течению:
- острое — преобладают явления остеомаляции и неврологические симптомы;
- подострое — преобладают явления остеоидной гиперплазии;
- рецидивирующее (волнообразное) — при наличии у ребёнка острого рахита, обнаруживаются и признаки (клинические, лабораторные и рентгенологические), указывающие на перенесённый в прошлом активный рахит.

3. По степени тяжести:
I — лёгкая — соответствует начальному периоду рахита;
II — средней тяжести — умеренно выраженные изменения костной системы и внутренних органов;
III — тяжёлая — поражение нескольких отделов костной системы, тяжёлое поражение внутренних органов и нервной системы, отставание в физическом и психическом развитии, появление осложнений рахита.
4. Заболевание характеризуется циклическим течением и в своём течении проходит четыре последовательные стадии:
- начальный период;
- период разгара;
- период реконвалесценции (репарации);
- период остаточных явлений.

Вторичный рахит часто возникает:
- при синдромах мальабсорбции;
- при хронических болезнях почек или желчевыводящих путей;
- при болезнях обмена веществ (тирозинемия, цистинурия и др.);
- вызванный длительным применением противосудорожных средств (дифенин, фенобарбитал), диуретиков, глюкокортикоидов, а также, парентеральным питанием.

Витамин D-зависимый рахит:
- Тип I — генетический дефект синтеза в почках 1,25-дигидроксивитамина D — 1,25(OH)2D.
- Тип II — генетическая резистентность рецепторов органов-мишеней к 1,25(OH)2D.

Витамин D-резистентный рахит:
- Фосфат-диабет;
- Синдром де Тони — Дебре — Фанкони (de Toni-Debré-Fanconi);
- Гипофосфатазия;
- Почечный тубулярный ацидоз.

## Этиология
Основные причины рахита следующие:
- недостаточное нахождение на солнце и, как следствие, недостаточное облучение ультрафиолетом, необходимым для синтеза витамина в организме;
- недостаточное получение витамина D с пищей, например, если ребёнка кормят молочными смесями, не обогащёнными этим витамином, либо при недостаточном уровне обеспечения им организма кормящей женщины при кормлении грудью;
- недоношенность ребёнка;
- эндогенные причины (нарушение процессов всасывания витамина D в кишечнике, нарушение процессов гидроксилирования неактивных форм витамина D в его активные формы — витамин D3 в печени и почках, отсутствие или нарушение функциональной активности рецепторов к витамину D3;
- предрасположенность к заболеванию (дети негроидной расы более предрасположены к развитию рахита)[4].

Заболевание встречается во всех странах мира, но особенно часто сопряжено с климатическими особенностями регионов (запылённый, загрязнённый, сырой воздух и оконное стекло поглощают ультрафиолет, необходимый ребёнку). Более часто и более тяжело рахитом болеют дети рождённые поздней осенью или зимой. У детей некоторых народов, ведущих кочевой образ жизни, рахит также встречается реже. В 1919 г. Гульдчинский (Huldschinsky) открыл эффективное действие ртутно-кварцевой лампы (искусственное «горное солнце») при лечении больных рахитом детей. С этого периода основным этиологическим фактором рахита начали считать недостаточное облучение детей определёнными лучами солнечного спектра.
Наиболее легко возникает и тяжелее протекает рахит поздней осенью, зимой и ранней весной, оттого что дети длительное время остаются в закрытых помещениях, да и будучи на воздухе, в одежде, плотно закрывающей всё тело, они мало получают ультрафиолетовых лучей. Зимой, когда солнце не поднимается высоко над горизонтом, а небо длительно покрыто облаками и тучами, ультрафиолетовые лучи задерживаются и почти не попадают на землю. Меньше ультрафиолетовых лучей доходит до земной поверхности в ранние утренние часы и в вечернее время, когда солнце стои́т низко.
Второй важной причиной, вызывающей заболевание рахитом, является нерациональное вскармливание ребёнка.
Для детей, вскармливаемых грудью, риск заболеть рахитом ниже, при условии здорового обмена веществ у матери ребёнка; при смешанном и особенно искусственном вскармливании заболеваемость рахитом значительно выше и тяжелее.
Одной из причин этого явления может быть разница в усвоении солей кальция и фосфора. При кормлении грудью здоровый ребёнок усваивает около 70 % кальция, вводимого с пищей (Оглер) и 50 % фосфора; при искусственном вскармливании—только 30 % кальция (И. А. Шабад) и 20—30 % фосфора. В женском молоке соотношение кальция и фосфора (1:1,3—1,5) наиболее благоприятно для усвоения этих веществ. Фосфор и кальций женского молока хорошо усваиваются ребёнком, если он получает его сырым.
Также существуют и эндогенные причины гиповитаминоза D, к которым относится нарушение процессов всасывания витамина D в кишечнике, что наблюдается при синдроме мальабсорбции,обструкции желчевыводящих путей и других патологических состояниях.
Также к таким причинам относятся хронические заболевания печени и почек, что приводит к нарушению процессов гидроксилирования неактивных форм витамина D в его активные формы (Витамин D3, и отсутствие или нарушение функциональной активности рецепторов к витамину D3).

## Патогенез
В сложных механизмах развития рахита основное место принадлежит гиповитаминозу D. Его специфическая функция заключается в регуляции процессов всасывания кальция, фосфора в кишечнике и отложения их в костную ткань, а также реабсорбции кальция и фосфатов в почечных канальцах.
Витамин D проявляет своё специфическое действие не в виде соединения, которое образуется в коже под влиянием ультрафиолета или поступает в организм с пищей, а в форме активных метаболитов, последовательное преобразование которых происходит в печени и затем в почках с участием специфических ферментов — гидроксилаз.
Известно, что различные белковые системы закладываются и достигают максимальной активности в процессе эмбриогенеза и постнатального развития неодновременно. Временное отставание любой из этих систем, участвующих в утилизации витамина D, может явиться причиной нарушения минерального обмена. К числу подобных причин могут относиться нарушения всасывания витамина D в кишечнике из-за недостаточного образования и секреции желчи, малая активность 25-гидроксилазы печени и 1-альфа-гидроксилазы почек, участвующих в биосинтезе активных метаболитов, нехватка белков, транспортирующих активные формы витамина D, дефицитная эффективность систем, участвующих в транспорте ионов Са через энтероцит. Нарушения фосфорно-кальциевого обмена, связанные с гиповитаминозом D, низким уровнем тиреокальцитонина и гиперпаратиреозом, приводят к снижению окислительных процессов, развитию ацидоза в кости, углубляющего изменения клеточного метаболизма и нарушающего нормальный процесс обызвествления хрящевой и остеоидной ткани. Разнообразные нарушения в обмене веществ сочетаются со значительными сдвигами в системе ферментов. Установлено уменьшение в крови активности фосфорилазы и увеличение активности щелочной фосфатазы (отщепляет фосфор от органических соединений). Повышенная активность щелочной фосфатазы, стимулированная гормонами паращитовидных желез, приводит к перемоделированию кости за счёт остеокластов и остеобластов. Избыточная остеоидная гиперплазия объясняется также недостаточным образованием 24,25-диокси-витамина D, контролирующего синтез белковой стромы кости (неконтролируемая остеоидная гиперплазия).
В целом патогенез рахита весьма сложен, характеризуется нарушением не только минерального, но и других видов обмена, что оказывает многостороннее влияние на функциональное состояние различных органов и систем и, в первую очередь, способствует нарушению процессов костеобразования.

## Клиническая картина
Начальный период наиболее чётко начинает проявляться в возрасте 3—4 месяцев, однако первые симптомы могут возникать и раньше — в месяц-полтора, но они не специфичны и часто могут проходить мимо внимания родителей.
На первое место выступают неврологические и вегетативные изменения. Ребёнок проявляет беспокойство, капризность, нарушается сон — дети плохо засыпают и часто просыпаются, появляется пугливость, раздражительность, дети часто вздрагивают от громкого звука или яркого света. Заметно снижается аппетит — ребёнок с неохотой и на короткое время берёт грудь, вяло сосёт,— иногда бывают запоры. Кроме того, обращают на себя внимания такие вегетативные проявления как потливость, особенно во сне, и повышение сосудистой возбудимости кожи, которое проявляется в виде усиления интенсивности и длительности красного дермографизма. Наиболее интенсивно, вызывая у ребёнка сильный зуд, потеет волосистая часть головы, которой ребёнок постоянно трётся о подушку, это и приводит к специфичному для рахита облысению затылка. Также обращает на себя внимание характерный резкий и кислый запах пота. К этим проявлениям ещё может обнаруживаться и некоторое снижение тонуса мышц ребёнка. Костные изменения для начального периода рахита не характерны, однако иногда может обнаруживаться некоторая податливость краёв большого родничка. Начальный период болезни длится, как правило, от 2 до 4 недель.
В период разгара прогрессируют изменения костной системы: остеомаляция грудной клетки, нижних конечностей, избыточный остеогенез (рахитические «чётки», «браслетки», лобные и теменные бугры черепа). Ребёнок может отставать в физическом и психическом развитии.
В период реконвалесценции (выздоровления) постепенно исчезают клинические и лабораторные симптомы рахита.
Возникшие при рахите деформации скелета остаются и во взрослом возрасте: нарушение осанки, изменения грудной клетки, костей нижних конечностей. У женщин перенесённый в детстве рахит может быть причиной сужения малого таза, что может затруднить течение родов и потребовать проведение кесарева сечения.

## Эпидемиология
Относительно часто рахит встречается на Ближнем Востоке, в Африке и Азии. В развитых странах уровень заболеваемости рахитом среди детей — 5-9 случаев на миллион, подавляющее большинство которых приходится на темнокожих детей. В России рахит занимает 55-66 % в структуре заболеваемости детей раннего возраста. По всей видимости, такой разброс в цифрах вызван тем, что педиатры в странах бывшего СССР диагностируют рахит не на основании результатов анализа крови и рентгенологического исследования, а в связи с наличием таких распространённых у здоровых детей признаков, как потливость и облысение затылка, некоторые из которых не рассматриваются в зарубежной практике как симптомы рахита.

## Лечение
Лечение рахита зависит от периода и степени тяжести болезни.
Специфическое лечение проводится препаратами витамина D.
Важное значение в лечении имеет рациональное питание, достаточное пребывание на свежем воздухе, проведение массажа и лечебной гимнастики, УФО, солнечные ванны, солевые и хвойные ванны, витаминотерапия и другие общеукрепляющие мероприятия. УФО и солнечные ванны нельзя принимать одновременно с витамином D.
Во время приёма витамина D и активной минерализации костей, при кальцийпеническом варианте, может возникнуть гипокальциемия, требующая назначения препаратов кальция. При фосфопеническом варианте назначается АТФ. Возможно назначение цитратной смеси, улучшающей всасывание кальция в кишечнике.

## Прогноз
Прогноз для детей, перенёсших классический рахит, обычно благоприятный. При отсутствии лечения, возможны необратимые изменения, в частности, деформация костных структур, дискинезия желчевыводящих путей, нарушение работы почек, а также различные кожные заболевания, в частности псориаз.

## Профилактика
По мере увеличения сроков беременности в организме женщины наступают нарушения фосфорно-кальциевого обмена, сопровождающиеся снижением уровня фосфора, кальция, повышением активности щелочной фосфатазы. Эти изменения нарастают к моменту родов и коррелируют с состоянием здоровья новорождённых детей, степенью манифестации костной ткани, показателями витаминного и минерального обменов.
Поэтому профилактика рахита необходима ещё в перинатальный период и начинается, в первую очередь, с неспецифических методов.
В питании беременной обращается внимание на сбалансированность ингредиентов, достаточное содержание кальция. Необходимы длительные прогулки на свежем воздухе, своевременное лечение анемии, токсикозов.
Основу неспецифической постнатальной профилактики составляют организация режима ребёнка с достаточным пребыванием на свежем воздухе, закаливающие процедуры, рациональное вскармливание, стимулирование двигательной активности ребёнка, проведение массажа, гимнастики.
В то же время этих мер профилактики бывает недостаточно, поэтому тогда необходима специфическая профилактика.
Специфическая антенатальная профилактика рахита включает назначение женщинам не старше 30 лет витамина D в дозе 400—500 ME в сутки в течение двух последних месяцев беременности. Большинство комплексных витаминных препаратов также содержат витамин D в необходимой дозировке, точно указываемой на упаковке или в инфолистке.
После рождения ребёнка необходима постнатальная специфическая профилактика ребёнка. Учитывая широкое варьирование индивидуальной чувствительности и потребности в витамине D у здоровых и больных детей, а также возможность появления побочных явлений, общим принципом является ориентация на малые дозы витамина D, установленные специальной группой экспертов ВОЗ (1971 г.). Считается, что для детей раннего возраста суточная доза колеблется от 150 до 400—500 ME в сутки (с учётом содержания витамина D в адаптированных смесях). Профилактика начинается со 2-3-й недели жизни и заканчивается в 1-1,5 года с перерывом на месяцы интенсивной инсоляции (март-август). После каждого курса ультрафиолетового облучения целесообразно воздержаться от применения витамина D на 1-1,5 мес.
Витамин D даётся ежедневно или методом дробных доз (через день, 1 раз в 3 дня, суммируя суточную дозу за два или три дня, соответственно).
В случае появления нарушения аппетита, отказа от груди следует исключить повышенную чувствительность к витамину D. Для этого проводится лабораторный анализ кальция и фосфора крови и суточной экскреции кальция (не более 4 мг/кг/сут).
У недоношенных детей профилактическая доза витамина D3 увеличивается до 1 тыс. в день при недоношенности 1 степени и до 1,5 тыс. при второй и третьей степенях. Вместе с витамином D назначается 5 % кальцинированный творог, витамин E. Детям с выраженными формами энцефалопатии, патологией почек, малым размером родничка при рождении (1,5x1,5 см), гемолитической болезнью новорождённых назначение витамина D не рекомендуется. При этом основу профилактики составляют неспецифические мероприятия. В первом полугодии жизни рекомендуется назначение витаминов группы B (тиамин, рибофлавин, пиридоксин), кальцинова-гранулята, пангамовой кислоты, витамина C курсами по 2-3 недели.

## Рахит у животных
Заболевание часто встречается у молодняка сельскохозяйственных животных: телят, поросят, ягнят, жеребят. Болезнь проявляется чаще зимой и весной в период стойлового содержания, а также у быстрорастущих животных. Рахит у молодых животных, по данным патологоанатомических исследований, характеризуется изменением костей черепа, костно-хрящевых сочленений рёбер и метаэпифизарных отделов трубчатых костей. В местах костно-хрящевых сочленений рёбер возникают утолщения, называемые рахитическими чётками.
Это болезнь молодых животных всех видов, которая связана с недостатком витамина D и ультрафиолетового облучения. Наиболее часто поражаются кости конечностей, головы и грудины. В выраженных случаях рахита наблюдают диспропорцию частей тела. У взрослых животных возможны рахитические формы остеодистрофии. Кости мягкие, легко режутся ножом.